# Pfarrhaus (Kirchveischede)

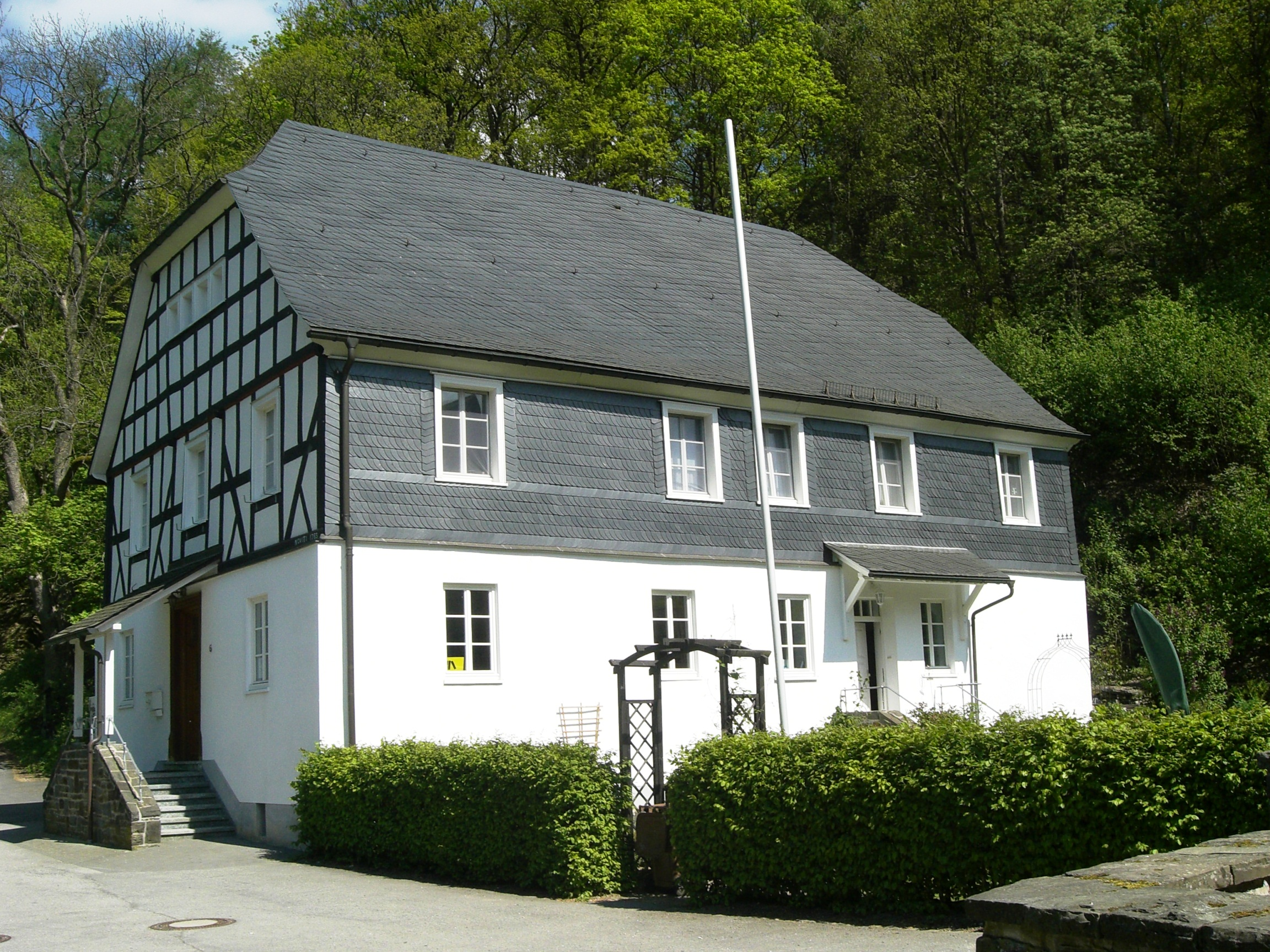
Pfarrhaus in Kirchveischede

Das Pfarrhaus in Kirchveischede, einer Ortschaft in der Stadt Lennestadt im Kreis Olpe, wurde 1784 errichtet und 1929 umgebaut. Der Fachwerkbau in der Straße Zum Kellenberg 6 ist ein geschütztes Baudenkmal. Am 30. Dezember 1988 wurde das Objekt in die Denkmalliste der Stadt Lennestadt  eingetragen.

## Beschreibung
Das untere Geschoss des zweigeschossigen Fachwerkbaus mit Krüppelwalmdach ist massiv. Das Obergeschoss der südwestlichen Traufseite ist mit Naturschiefer und das Dach mit Kunstschiefer verkleidet.